# Louis Joseph Marie Achille Goujon
Pour les articles homonymes, voir Goujon.
Louis Joseph Marie Achille Goujon, dit Goujon de la Somme, né à Beauvais ou à Amiens le 1er juillet 1746 et mort à Paris en 1826, est un homme politique français.

## Biographie
Avocat, favorable à la monarchie constitutionnelle, il est nommé procureur-syndic de Beauvais.
Son élection à l'Assemblée législative, en 1791 comme député de l'Oise, change cependant radicalement son orientation politique, et il siège du côté des conservateurs les plus hostiles aux réformes, votant notamment contre la loi sur les émigrés et l’abolition des droits féodaux.
Après la fin de son mandat, il ne se mêla plus de politique, et se consacra à la littérature et à la publication d’ouvrages de droit et de techniques forestières.

## Principales publications
- Éloge de Mgr le duc d'Orléans, trouvé à la porte du cirque ce 25 juin 1789 (1789) Texte en ligne
- Coriolan chez les Volsques, tragédie en 3 actes et en vers (1799)
- Année militaire, ouvrage périodique, principalement utile aux citoyens appelés au service des armées, et à ceux qui, par état, sont chargés de faire exécuter les lois et les règlemens particuliers au régime militaire (1799)
- Essai sur la garantie des propriétés littéraires (1800)
- Lettres de Cicéron à Atticus, traduites en français par l'abbé Mongault, avec les remarques du traducteur. Nouvelle édition, revue sur le texte de l'abbé d'Olivet, et augmentée, quant à la traduction, de notes courantes, de remarques historiques et de plusieurs tables, par Goujon de la Somme (5 volumes, 1801)
- Tableau historique de la jurisprudence romaine depuis la fondation de Rome jusqu'au dix-huitième siècle, suivi du texte de la loi des Douze tables (1803)
- Des bois propres aux constructions navales, manuel à l'usage des agens forestiers et maritimes.1 vol, chez Goujon fils, paris an XI,1803.132p, avec 27 planches, dont 22 en couleur, et 5 dépliantes.format 10,5 cm x 17,5 cm
- Mémorial forestier : ou Recueil complet des lois, arrêtés et instructions relatifs à l'administration forestière depuis le 14 juillet 1789 jusqu'au 1er vendémiaire an X de la République française (22 septembre 1801 de l'ère vulgaire), Paris, Arthus-Bertrand, 1812, 453 p. (lire en ligne)